# موسكوتشو
مسكوتشو هو أحد أشهر أنواع الكعك في الجزائر، وغالباً ما يزين مائدة العائلة الجزائرية في أغلب أيام السنة لسهولة تحضيره. مكوناته الأساسية هي: الدقيق والبيض والزيت والسكر وإضافات أخرى.

## طريقة التحضير
المكونات:
- ثلاث بيضات.
- واحد دانون بنكهة الفانيلا
- 2 كأس من سكر
- 3 كأس من الدقيق
- نصف كاس من الزيت
- كيس من خميرة الحلوة
- عصير ليمون + قشر الليمون
- شيكولاتة ذائبة للتزين (اختياري)

يضاف السكر ثم الزيت والدقيق و الخميرة ثم عصير الحامض و قشرته، نخلط جيداً حتى الحصول على خليط متجانس نصبه في قالب مدهون بالزبدة ومرشوش بالدقيق و ندخله للفرن. وعندما يجهز يمكن تزيينه بالشيكولاتة.